# Aplagiognathus spinosus
Aplagiognathus spinosus là một loài bọ cánh cứng trong họ Cerambycidae.